# Armand Pagnoulle
Armand Philippe Hubert Julien Pagnoulle (Verviers, 2 mei 1901 – Graven, 9 april 1996) was een Belgisch kajakker.

## Levensloop
Pagnoulle vertegenwoordigde België op de Olympische Spelen van 1936 te Berlijn. Hij werd er samen met Charles Pasquier achtste in de eindstand van de K2 10000 meter bij de vouwkajaks.